# Houille (rivière)
Pour les articles homonymes, voir Houille.
La Houille est une rivière de Belgique et de France, se jetant dans la Meuse à Givet (rive droite). Le bassin de cette rivière abondante s'étend en Belgique dans la province de Namur et en France dans le département des Ardennes, en ancienne région Champagne-Ardenne, donc en nouvelle région Grand-Est.

## Géographie
La longueur de son cours d'eau est de 25 kilomètres, dont 16,4 km en France.
La Houille naît en Belgique dans la région de Gedinne où elle collecte les eaux de multiples petits affluents. Sa partie haute s'appelle aussi le ruisseau des Barbais, et sa source est dans le bois de Rienne, à l'altitude 480 mètres, près du lieu-dit la Croix Scaille. 
Après avoir arrosé Gedinne, où elle reçoit les eaux de la Houillette, elle se tourne vers le nord, passe entre Sart-Custinne et Patignies (au moulin de la Galette), puis change progressivement de direction vers le nord-ouest. À partir de Vencimont, elle coule franchement vers l'ouest et la frontière. Elle matérialise pendant quelques kilomètres la frontière franco-belge au sud-ouest de Felenne. Puis elle reprend son cours vers le nord, en territoire français, arrose Landrichamps puis Fromelennes et son hameau Flohimont. Elle a son confluent avec la Meuse dans la ville de Givet.

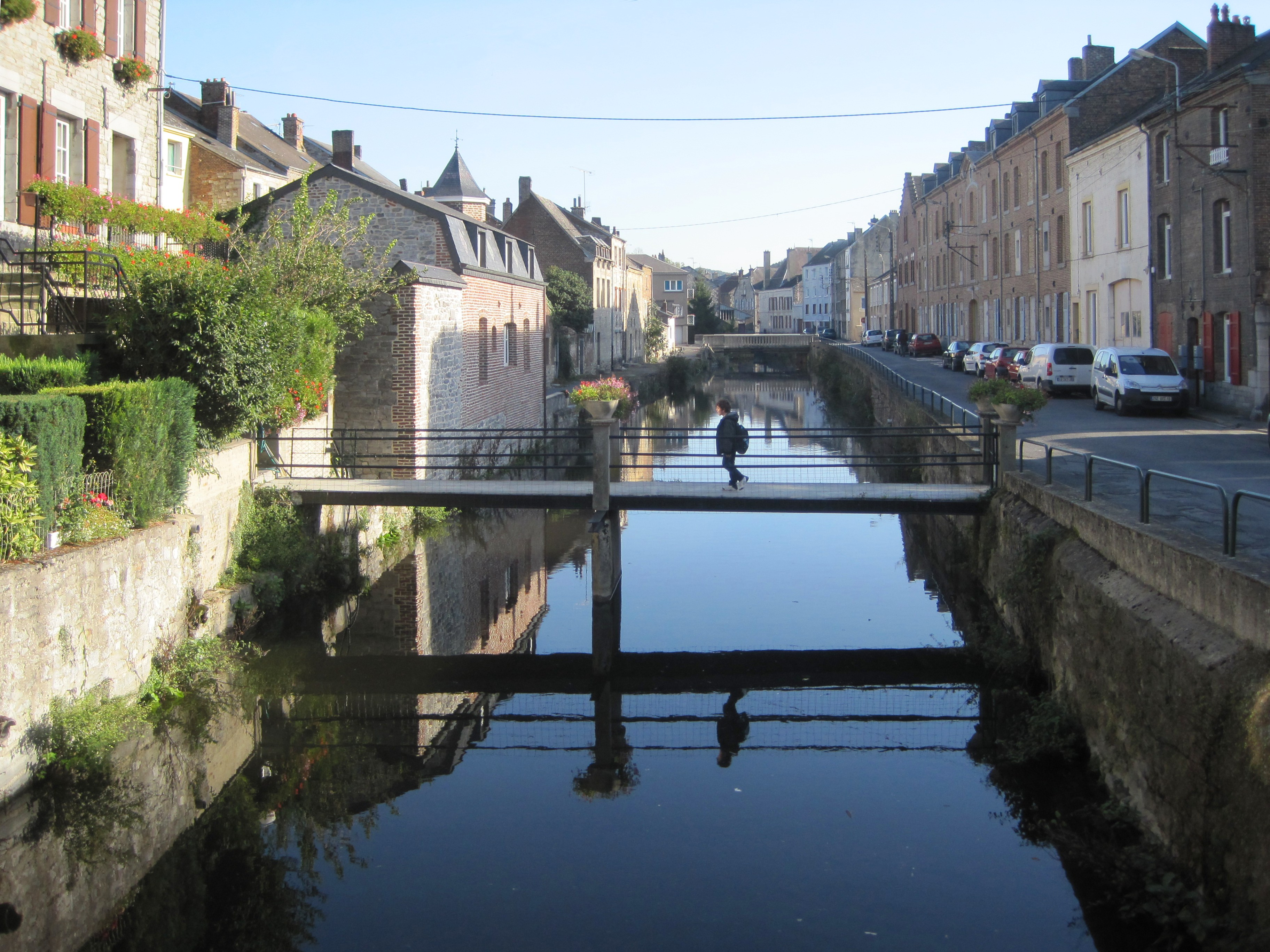
Le quai de la Houille, à Givet, près de sa confluence avec la Meuse.

Sur territoire français, dans la vallée de la Houille on a décrit une ZNIEFF (ou zone naturelle d'intérêt écologique, faunistique et floristique), au sud de Landrichamps, sous le nom de "Vallée de la Houille au sud de Landrichamps". Celle-ci constitue l'habitat de 63 espèces animales dont 37 protégées, et de 222 espèces végétales dont deux espèces de phanérogames protégées. On y dénombre huit espèces animales et quatre espèces végétales menacées.

### Communes et cantons traversés
La Houille traverse en Belgique deux communes : Gedinne et Beauraing.

Elle traverse en France six communes et deux cantons :
- de l'amont vers l'aval : Hargnies, Chooz, Landrichamps, Charnois, Fromelennes, Givet (confluence).

Soit en termes de cantons, elle traverse le canton de Fumay et conflue dans le canton de Givet, dans l'arrondissement de Charleville-Mézières.

### Bassin versant
La Houille traverse en France, les trois zones hydrographiques B731, B732, B733, de 52 km2 de superficie. Ce bassin versant est constitué à 82,13 % de « forêts et milieux semi-naturels », à 14,56 % de « territoires agricoles », à 2,62 % de « territoires artificialisés ».
Le bassin versant en Wallonie seule a une superficie de 197 km2. Au total, il est de plus ou moins 233,5 km2.

### Organisme gestionnaire
L'organisme gestionnaire est l'EPTB EPAMA Etablissement public d'Aménagement de la Meuse et de ses affluents et la Houille fait partie de la zone La Meuse du confluent de la Semoy à la frontière franco-belge.

## Affluents
En Belgique, la Houille a neuf affluents :
- le Rau des Aujes (rg)
- le Rau d'Aursis (rd)
- le Rau de Feleuwe (rd)
- le Rau de Hujon (rd) sur la seule commune de Gedinne.
- le ruisseau de Boiron (rg) sur la seule commune de Gedinne.
- le ruisseau de Burhé (rg) sur la seule commune de Gedinne.
- la Houillette (rd) sur la seule commune de Gedinne.
- le ruisseau du Bois le Taureau (rd)
- le ruisseau de l'Echelle (rd)

En France, la Houille a onze affluents référencés :
- la rivière la Hulle (rg) 12 km dont une dizaine suit la frontière entre France et Belgique avec un affluent :
  - le ruisseau Ris du Stol,
- le ruisseau de Mont Vireux (rg) 3,5 km sur la seule commune de Hargnies.
- le ruisseau de Bourifosse (rg)
- le ruisseau la Dûle (rd) 1,2 km sur la seule commune de Landrichamps.
- le ruisseau du Fond Saint-Remacle (rd) 1,5 km sur la seule commune de Landrichamps.
- le ruisseau de Heppe (rd) sur la seule commune de Landrichamps.
- le ruisseau de Chaumont (rd) frontalier, sur la commune française de Charnois.
- le ruisseau d'Olenne, 1,7 km sur la seule commune de Fromelennes avec un affluent :
  - le ruisseau des Hamions,
- le ruisseau des Près du Mont (rd) sur la seule commune de Fromelennes.
- le ruisseau du Fond des Veaux (rd) sur la seule commune de Fromelennes.
- le ruisseau de Scheloupe, avec un affluent :
  - le ruisseau de Rompeine (rd)[4]

Donc son rang de Strahler est de trois.

## Hydrologie

### Mesures effectuées pour la région wallonne
Ces mesures ont été effectuées pour la région wallonne en territoire frontière Wallonie-France. Le débit moyen de la rivière mesuré à Flohimont, commune de Fromelennes, entre 1992 et 2001 est de 3,4 m3/s. Durant la même période on a enregistré :
- Un maximum moyen de 5,2 m3 en 1993.
- Un minimum moyen de 2,0 en 1996 et 1997.

Source : Ministère de la Région Wallonne.

### Mesures effectuées en France
La Houille est une rivière abondante, à l'instar de ses voisines de la région des Ardennes. Son débit a été observé pendant une période de 49 ans (1960-2008), à Landrichamps, commune du département des Ardennes située peu avant son confluent avec la Meuse . Le bassin versant de la rivière y est de 186 km2 (soit 80 % de celui-ci qui s'étend sur 233 km2).
Le module de la rivière à Landrichamps est de 3,28 m3/s. 
La Houille présente des fluctuations saisonnières de débit assez marquées, comme souvent dans le nord-est de la France et le massif des Ardennes. 
Les hautes eaux d'hiver affichent des débits mensuels moyens de 4,96 à 6,69 m3/s, de décembre à mars inclus (avec un maximum en février). Dès fin mars, le débit moyen baisse progressivement jusqu'aux basses eaux d'été-début d'automne qui se déroulent de juin à la mi-octobre, avec une baisse du débit moyen mensuel jusqu'à 0,815 m3/s au mois d'août, ce qui reste relativement abondant.

### Étiage ou basses eaux
Aux étiages, le VCN3 peut chuter jusque 0,15 m3/s, ce qui est conforme aux chiffres des autres cours d'eau des Ardennes du sud.

### Crues
Les crues peuvent être importantes, malgré la petitesse de la rivière et de son bassin. Les QIX 2 et QIX 5 valent respectivement 30 et 46 m3/s. Le QIX 10 est de 56 m3/s, le QIX 20 de 66 m3/s et le QIX 50 de 79 m3/s. 
Le débit instantané maximal enregistré à Landrichamps a été de 70,3 m3/s le 6 janvier 2001, tandis que la valeur journalière maximale était de 55,1 m3/s à la même date. En comparant le débit instantané de cette crue à l'échelle des QIX de la rivière, il apparaît qu'elle était presque d'ordre cinquantennal, et donc de fréquence fort rare.

### Lame d'eau et débit spécifique
La Houille est bien alimentée par les précipitations abondantes de son bassin. La lame d'eau écoulée dans son bassin versant est de 558 millimètres annuellement, ce qui est nettement supérieur à la moyenne d'ensemble de la France, mais aussi supérieur à la moyenne du bassin français de la Meuse à Chooz, près de sa sortie du territoire français (450 millimètres par an). Le débit spécifique (ou Qsp) atteint 17,6 litres par seconde et par kilomètre carré de bassin.
Enfin, au confluent avec la Meuse (à Givet), d'après l'agence de l'eau Rhin-Meuse (observations faites de 1971 à 1990), le débit moyen interannuel de la Houille se monte à 3,65 m3/s.

## La ZNIEFF de la vallée de la Houille en France

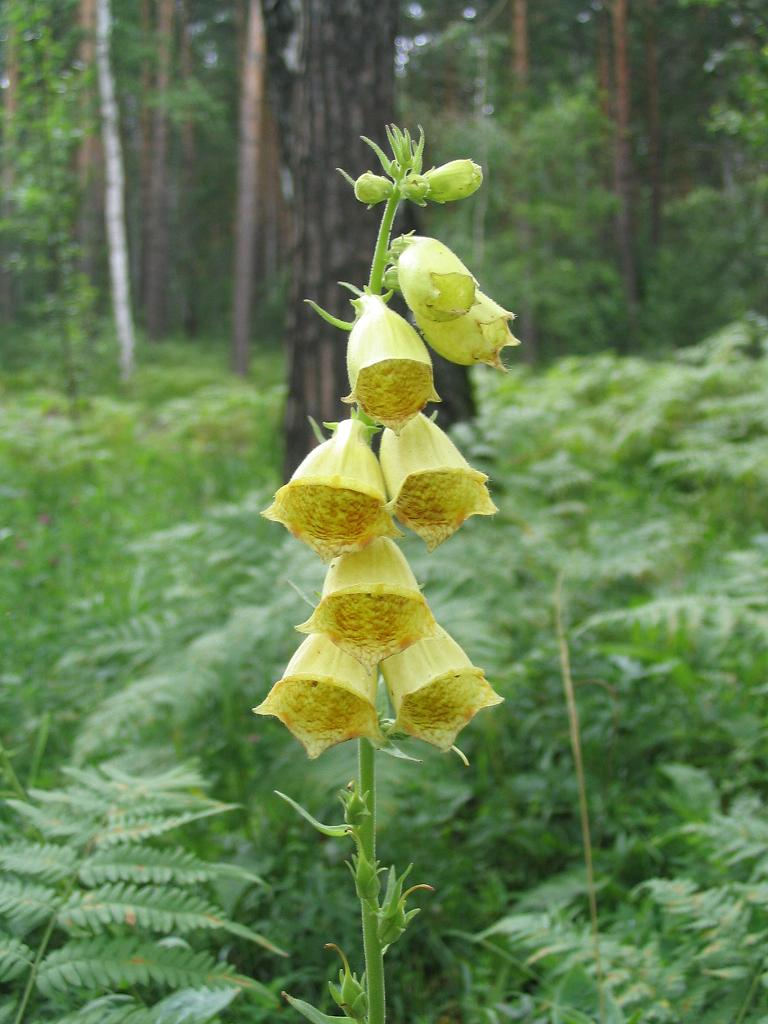
La digitale à grandes fleurs (Digitalis grandiflora), espèce protégée en Champagne-Ardenne, pousse dans la vallée de la Houille, surtout en lisière des forêts.

La ZNIEFF ou Zone naturelle d'intérêt écologique, faunistique et floristique s'étend sur 373 hectares. Elle s'étire du sud au nord le long de la rivière et comprend les versants boisés de la vallée, ainsi que des portions de vallées adjacentes. Elle recouvre une partie des communes de Chooz, Charnois, Landrichamps et Hargnies.

### La flore
Les milieux déterminants sont des aulnaies-frênaies, des chênaies et chênaies-hêtraies acidiphiles, ainsi que des forêts mélangées de pentes. On y trouve aussi des chênaies-charmaies, ainsi que des groupements mésophiles de hautes herbes dans les clairières et aux lisières forestières.  
La végétation forestière est adaptée aux sols acides. Sur pente forte on trouve des hêtres, des charmes, des érables, des tilleuls à grandes feuilles, des frênes, des ormes de montagne, ainsi que de nombreuses fougères dans le tapis herbacé. En haut de pente, on rencontre le chêne sessile et pédonculé, le bouleau pubescent, le sorbier, le néflier et le tremble. La strate dite arbustive composée d'arbustes ou sous-bois est peu développée et comprend la myrtille, le chèvrefeuille et le houx. Le tapis herbacé comporte surtout la fougère aigle qu'accompagnent d'autres plantes telles la luzule blanche, le muguet, la violette de Rivinus et de nombreuses mousses.
Dans la vallée, on trouve des aulnaies-frênaies dites rivulaires (des rivages), avec cassis, stellaire des bois, laîche à épis pendants, petite scutellaire, lysimaque des bois, prêle des champs, prêle des marais, fougères, etc.
La végétation aquatique de la Houille et de ses petits affluents, cours d'eau aux eaux vives et claires se compose d'un groupement à renoncule aquatique et à fontinalis antipyretica. Les groupements fontinaux (végétation des sources) sont caractérisés par la dorine à feuilles opposées, la dorine à feuilles alternes, la cardamine amère, la cardamine flexueuse, le populage des marais, la glycérie flottante, ainsi que par de nombreuses mousses et sphaignes
À noter la présence d'espèces rares telles la gagée jaune dans les boisements rivulaires, espèce protégée au niveau national. La digitale à grandes fleurs, qui croît au niveau des lisières forestières, est protégée au niveau régional. Enfin la dentaire à bulbilles et le cassis figurent également sur la liste rouge régionale.

### La faune

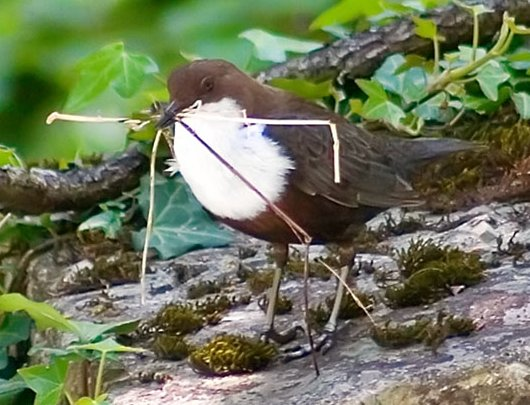
La présence du cincle plongeur est un signe de bonne qualité des eaux de la Houille. L'espèce est protégée.

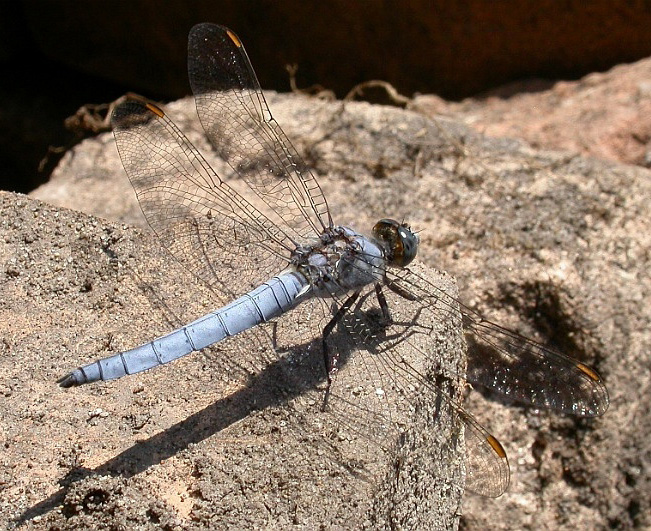
La libellule Orthretum brun.

La faune est des plus intéressantes.
Les amphibiens sont nombreux dans cette région humide : on y trouve la salamandre tachetée (inscrite sur la liste rouge régionale), le triton alpestre (catégorie "localement vulnérable") et la grenouille rousse.
Les espèces d'oiseaux sont au nombre de plus d'une trentaine. Il s'agit surtout d'espèces forestières avec notamment des rapaces (autours, buses, éperviers), des pics (pivert, pic épeiche), des 
grives draines et musiciennes, diverses espèces de pouillots et de mésanges, la bécasse des bois, etc.
Signe de bonne santé, la Houille héberge le cincle plongeur (liste rouge régionale), espèce indicatrice d'une bonne qualité des eaux, ainsi que le canard colvert.
Les mammifères sont abondants. On recense bon nombre de grands cervidés dont le chevreuil. Les carnivores sont bien présents (renards, martres, hermines, chats sauvages). Deux espèces, le putois (partiellement protégé) et le castor sont inscrits sur la liste rouge des mammifères de Champagne-Ardenne.
On observe de nombreuses zones à truites dans les cours d'eau.

#### Haute qualité de l'eau et richesse en demoiselles et libellules
La description de la faune de la vallée de la Houille implique celle des insectes qui y vivent. Particulièrement importants et remarquables sont les odonates, ordre d'insectes comprenant les libellules ou anisoptères et les demoiselles ou zygoptères. 
On y trouve une demoiselle, l'agrion de Mercure (ou Coenagrion mercuriale), extrêmement rare en ces régions de même qu'en Belgique, Suisse et Europe centrale, protégé en France depuis 1993, inscrit aux annexes II de la convention de Berne et figurant dans le livre rouge de la faune menacée en France (au sein de la catégorie "en danger de disparition"). L'Agrion de Mercure est considéré comme un puissant indicateur de la pureté de l'eau. Sa larve est en effet des plus sensible à la charge organique des cours d'eau. Il est accompagné des cordulegaster annelé et bidenté, deux espèces de libellules montagnardes tout aussi caractéristiques des eaux vives non polluées, et de la libellule orthetrum brun (voir photo ci-contre). Ces trois dernières espèces sont également inscrites sur la liste rouge régionale.
Il faut mentionner enfin les agrions porte-coupe et élégant, ainsi que les calopteryx éclatant et vierge.

## Qualité de l'eau
La qualité de l'eau de la Houille mérite le label d' "exceptionnelle". 
En 2006, l'Agence de l'Eau Rhin-Meuse attribuait à l'eau de la Houille, analysée au niveau de Fromelennes, la qualité de "très bonne", à l'instar de l'année précédente (catégorie 1A) . D'une manière générale la qualité de l'eau s'est largement améliorée durant la décennie 1997-2006. À noter que le taux de saturation en oxygène atteignait le très beau chiffre de 97 % en 2006, correspondant à 9,1 milligrammes par litre.

## Tourisme - Curiosités
- Gedinne : Tour romane du XIIe siècle de l'église Notre-Dame-de-la-Nativité. Retable en bois doré dans la même église.
- Beauraing : important pèlerinage marial
- Chooz : Château des XVIe et XIXe siècles, église Saint-Remi du XVIIe avec fonts baptismaux remarquables du XVIe. Centrale nucléaire près de la Meuse (visites). Forêt communale de 530 hectares.
- Charnois : Église Saint-Remi des XVIe et XVIIIe siècles, avec retable, maître-autel et statues du XVIIIe.
- Givet : Citadelle de Charlemont construite au XVIe siècle par Charles Quint, et réaménagée au XVIIe par Vauban. Église construite par Vauban. Port fluvial important sur la Meuse.